# Bøllemosen
Bøllemosen i Jægersborg Hegn har navn efter planten Mose-Bølle. Omkring 1885 var mosen tilholdssted for en flok uvorne læredrenge som kaldte sig "Bøllesjakket". Heraf betegnelsen bøller. Den vestlige del af Bøllemosen er såkaldt højmose med tørvemos, tranebær, klokkelyng og andre af højmosens karakterarter. I lagg-zonen forekommer bl.a. Kærmysse.
Mosen er i Danmark EU-habitatområde nr. 122.